# Johann Rudolf Pfyffer von Altishofen

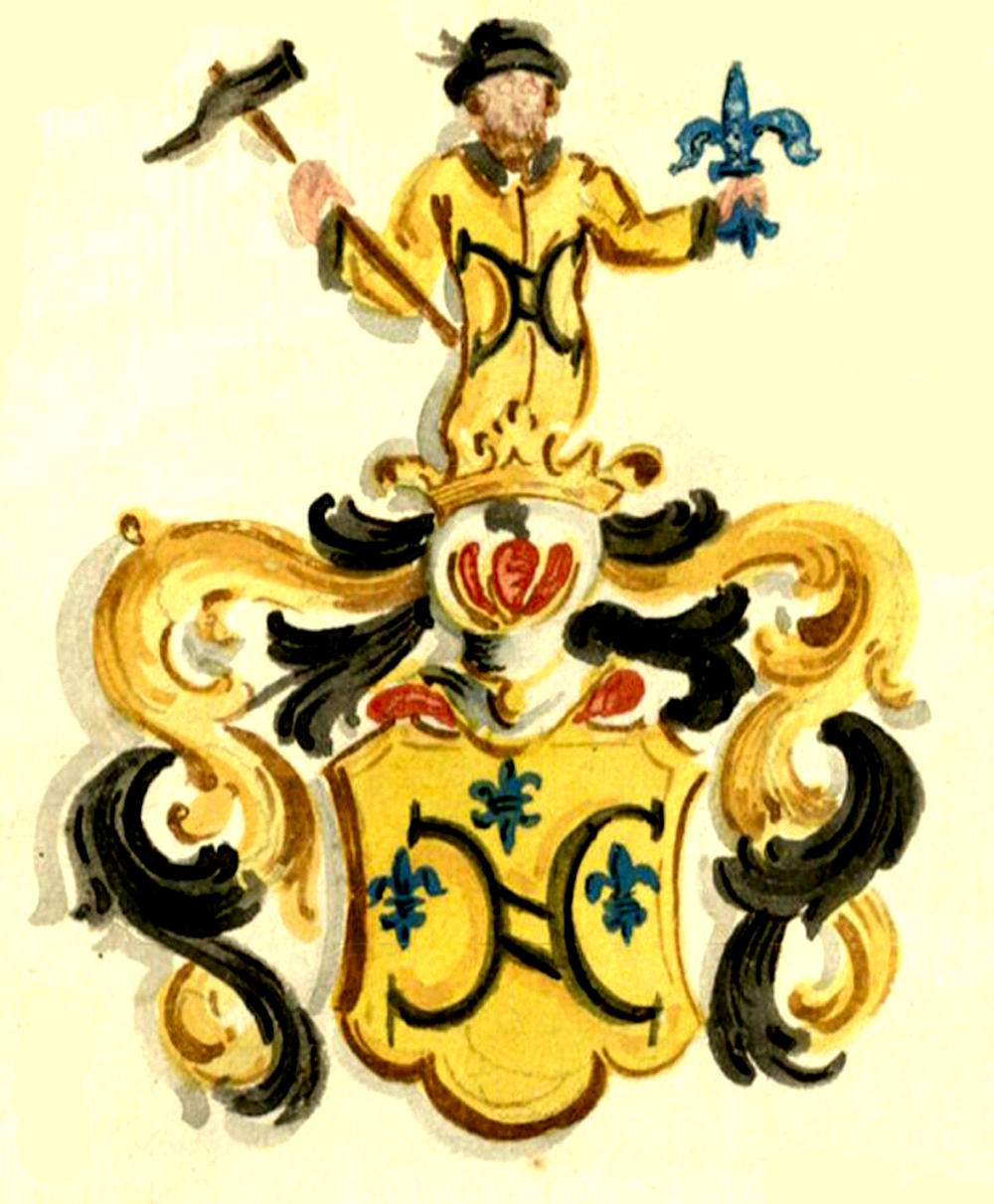
Stemma Pfyffer-Altishofen

Johann Rudolf Pfyffer von Altishofen (Lucerna, 1615 – Roma, 17 maggio 1657) è stato un ufficiale svizzero, comandante della Guardia Svizzera.

## Biografia
Johann Rudolf von Althishofen fu l'iniziatore della dinastia dei von Althishofen come capitani della guardia svizzera pontificia, dinastia che fino a tempi recenti produrrà numerosi militari impiegati in questo ruolo fondamentale per lo stato della chiesa. A sua volta egli era nipote del militare e politico svizzero Ludwig Pfyffer von Altishofen (1524-1594) e fratello di Ludwig Pfyffer von Altishofen che poi diverrà comandante delle guardie svizzere dopo la sua morte.
Egli entrò in servizio come comandante generale del corpo col grado di Colonnello nel 1652 pur non avendo mai militato a sufficienza nel corpo militare stesso il che fece ulteriormente accrescere i sospetti sulla sua persona che lo volevano figlio illegittimo di papa Innocenzo X, pontefice in carica al momento della sua nomina. Egli servì successivamente anche sotto il successore di Innocenzo X, Alessandro VII.
Già il suo predecessore, Jost Fleckenstein, aveva dovuto accettare che le guardie svizzere non potessero più essere sepolte nel Cimitero Teutonico di Roma (riservato ai soli tedeschi, regione da cui gli svizzeri erano usciti dopo la Pace di Vestfalia del 1648), nonché il patronato della chiesa di Santa Maria. Su interessamento dello stesso Pfyffer von Altishofen, la guarnigione ottenne dal Capitolo della cattedrale di San Pietro il patronato della piccola chiesa di San Pellegrino, non distante dall'attuale Porta sant'Anna, con l'attiguo cimitero. Fu ancora il comandante Johann Rudolf Pfyffer von Altishofen ad interessarsi alla costruzione di una confraternita religiosa interna alla compagnia e votata alla Madonna, che venne ufficialmente costituita l'8 settembre 1653 ponendovi a capo Plazidus Meier, allora portabandiera del gruppo.
Von Althishofen si ammalò gravemente all'inizio del 1657 e la compagnia decise, di comune accordo con il comandante e con i prelati vaticani, di chiamare suo fratello Ludwig a sostituirlo, ma quando quest'ultimo giunse in Vaticano Johann Rudolf si era già spento il 17 maggio, morto ufficialmente di dissenteria anche se la sua improvvisa scomparsa fu da molti giudicata come un avvelenamento.